# 1 Warszawska Brygada Zmotoryzowana im. Czwartaków AL

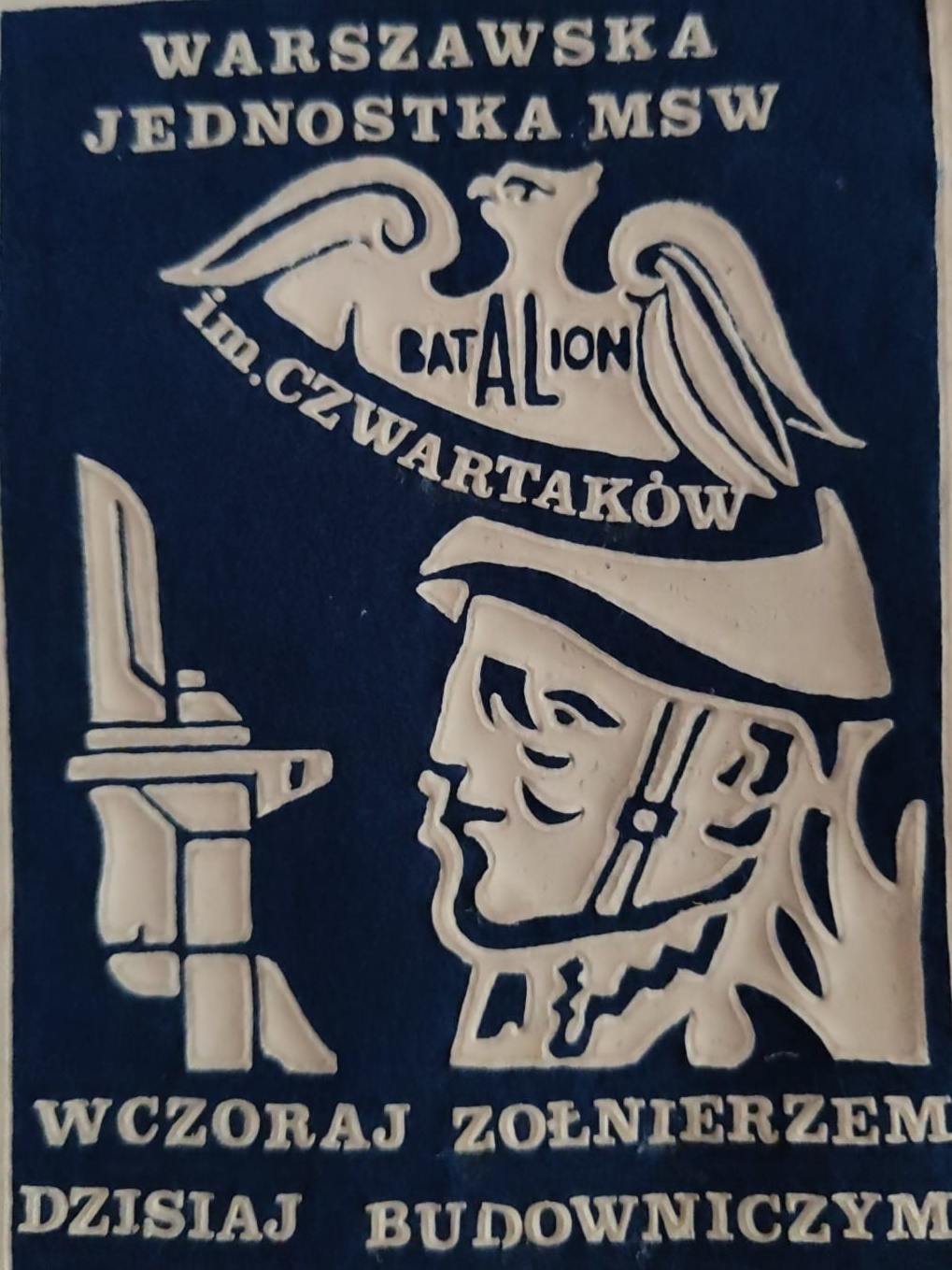
Plakietka WJ MSW

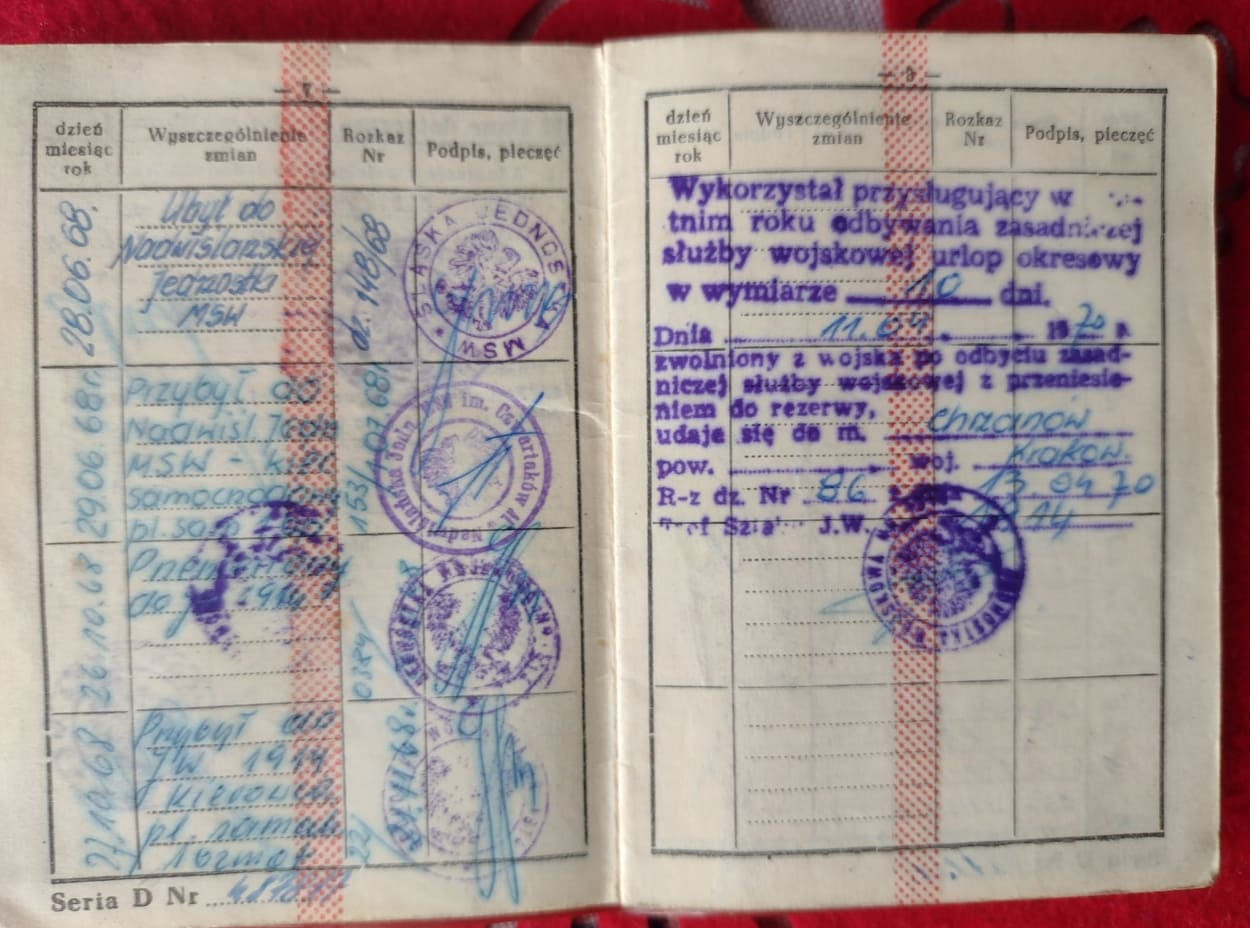
Książeczka Wojskowa - okres służby i nazwy jednostek w latach przed i po 1968 roku..

1 Warszawska Brygada Zmotoryzowana im. Czwartaków AL – jednostka w składzie Nadwiślańskich Jednostek Wojskowych sformowana i przeznaczona do pełnienia służby wartowniczej i reprezentacyjnej na obiektach rządowych. Skoszarowana na ul. Podchorążych 38 w Warszawie.

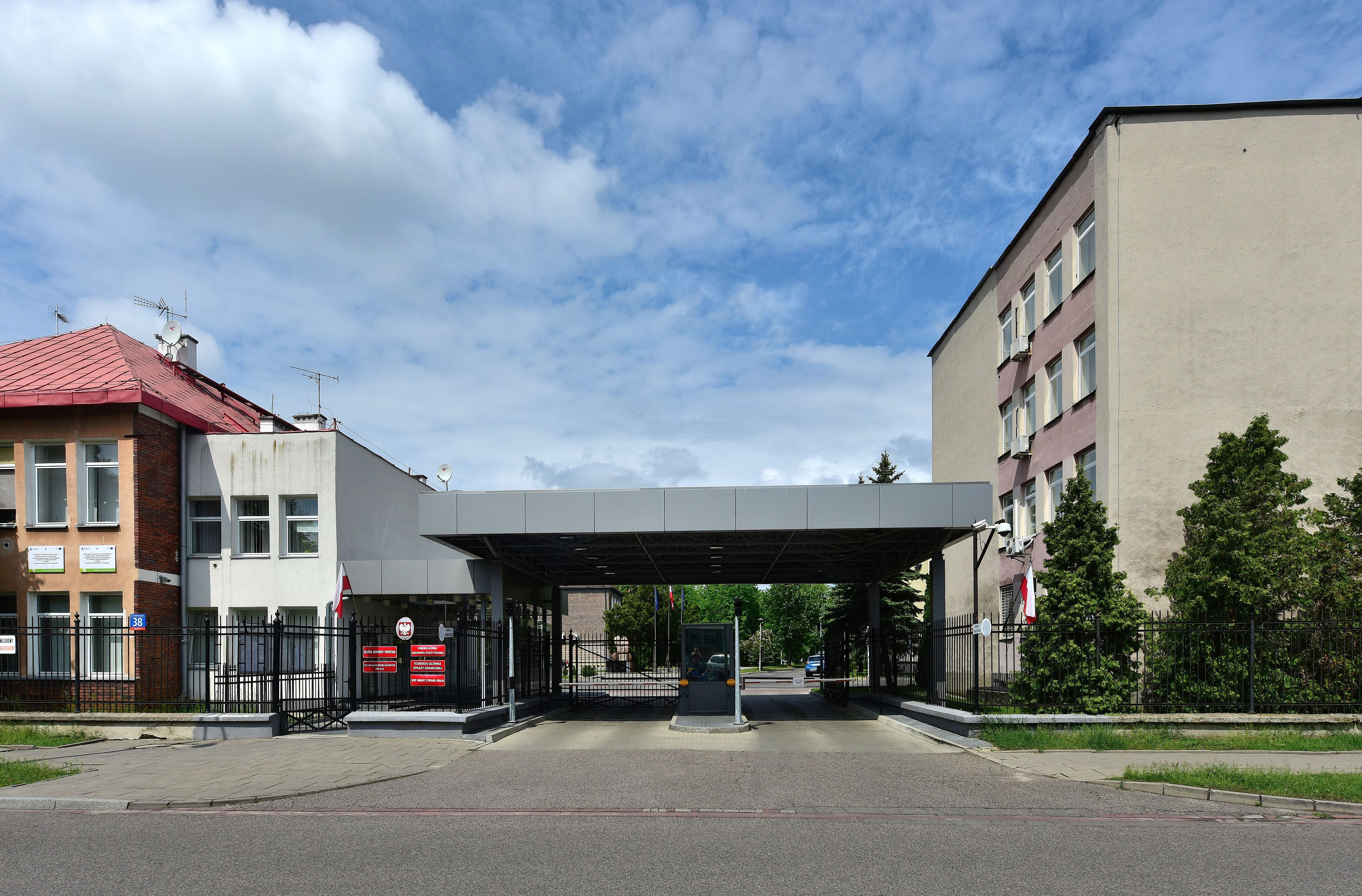
Ulica Podchorążych 38 w Warszawie, Brama byłch koszar jednostki

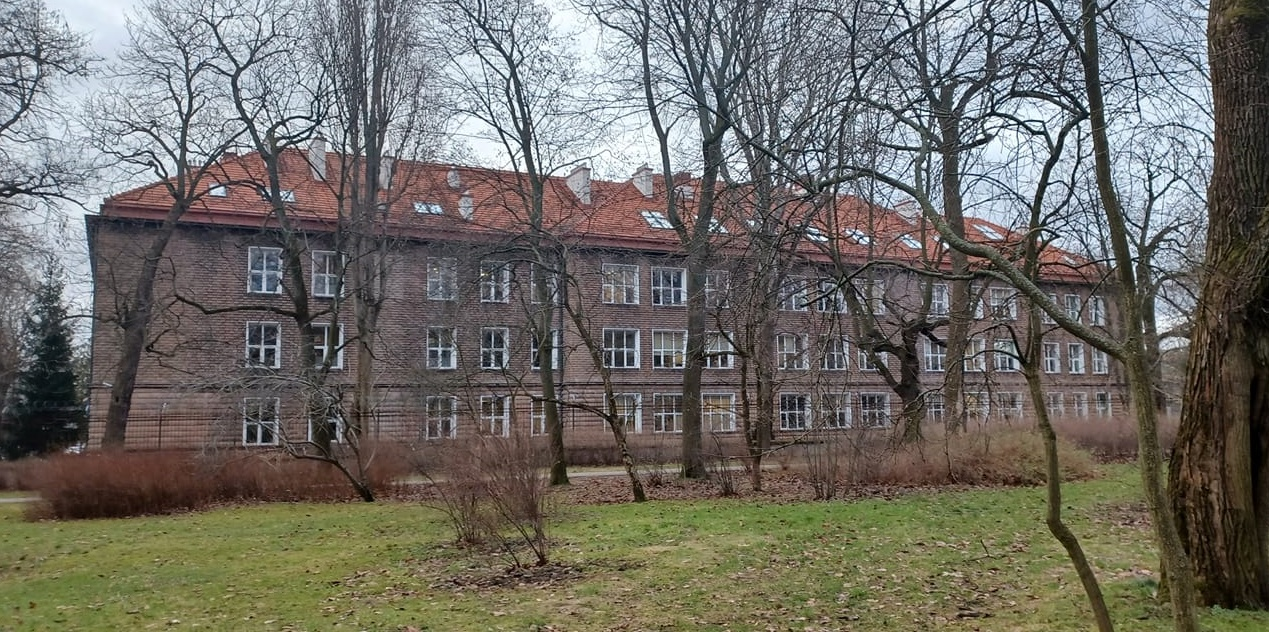
Budynek koszar 1 WBZmot widok z Parku Łazienkowskiego

## Historia
Jednostka powstała w 1968 r. z przeorganizowanej Nadwiślańskiej Brygady MSW im. Czwartaków AL (w korespondencji jawnej nazywanej Nadwiślańską Jednostką MSW im. Czwartaków AL), z której wydzielono dowództwo Brygady i powołano jednostkę wojskową na ul. Podchorążych 38 w Warszawie, nadając jej Nr. 1914. W 1974 r. w wyniku rozbudowy Nadwiślańskiej Brygady MSW im. Czwartaków AL i powołania Nadwiślańskich Jednostek Wojskowych  Ministerstwa Spraw Wewnętrznych, jednostka Nr.1914 została przemianowana na Warszawską Jednostkę MSW im. Czwartaków AL. W czasie transformacji ustrojowej otrzymała nazwę 1 Warszawska Brygada Zmotoryzowana im. Czwartaków AL, adres do korespondencji jawnej Jednostka Wojskowa 2610. W 1999 r. przejęta przez Biuro Ochrony Rządu. Po przekazaniu jednostki do BOR dotychczasowe zadania reprezentacyjne 1 WBZmot (m.in. warty honorowe przed Belwederem, Pałacem Prezydenckim itp.) zostały przydzielone Batalionowi Reprezentacyjnemu Wojska Polskiego.

## Zadania
Jednostka pełniła służbę wartowniczą i reprezentacyjną na obiektach rządowych, specjalnych i wypoczynkowych Urzędu Rady Ministrów. Żołnierze jednostki – kompanii wartowniczych – byli dobierani m.in. przez badania psychologiczne przed rozpoczęciem służby w jednostce oraz na ważnych posterunkach. Zadania ochronne i reprezentacyjne, jednostka wykonywała na terenie Warszawy i okolicy m.in.: Belweder, Wilanów, Pałac Prezydencki, Gmach Kancelarii Prezesa Rady Ministrów, „Kompleks Parkowa”, Willa „Klarysew”, wojskowy port lotniczy Warszawa-Okęcie, zespół parkowo-płacowy Natolin, pociąg specjalny - rządowy na stacji Warszawa Szczęśliwice, centrum obsługi URM „Powsińska”, obiekty własne: koszary na ul. Podchorążych 38, poligon wojskowy i magazyny Warszawa-Siekierki lub w miejscowościach koło Warszawy (m.in. pola antenowe w Miedzeszynie i Radiówku), magazyny ZN w Lesznowoli.
Realizowała też zadania tzw. Załóg Ochronnych, obiektów wypoczynkowych Urzędu Rady Ministrów na terenie kraju, m.in.: Łańsk ośrodek wypoczynkowy Urzędu Rady Ministrów PRL oznaczony kryptonimem W-1 (z obiektami: „Główny”, „Cyranka”, „Kormoran” w Mierkach i „Kormoran” na półwyspie Lalka, Ząbie, Rybaczówka, Domek Myśliwski, Biesal), Rybaki, Mała Wieś, Stare Kiejkuty, Jurata (wieś gmina Jastarnia), W-2 Arłamów (Ośrodek Wypoczynkowy Urzędu Rady Ministrów), Trójca, Lotnisko Krajna, Jadwisin, Rynia, Otwock Wielki, w Rudzie Tarnowskiej wraz z lądowiskiem Promnik, Konewka k/Spały, Kościelisko.
Decyzją Nr 200 MSW z dnia 11.08.1993 r. przekazano jednostce dodatkowe zadania, kompleksowej ochrony placówek dyplomatycznych, urzędów konsularnych i rezydencji pracowników tych placówek na terenie m. st. Warszawy i polskich za granicą. Ochrona placówek dyplomatycznych państw i międzynarodowych organizacji oraz polskich za granicą realizowana była przez wybrane pododdziały, a następnie przez sformowany batalion ochrony placówek dyplomatycznych. Na rzecz ochrony placówek działały pododdziały specjalistyczne: kompania rozpoznania terrorystycznego, kompania rozpoznania pirotechnicznego i likwidacji zagrożeń bombowych oraz kompania ratownictwa techniczno-chemicznego.

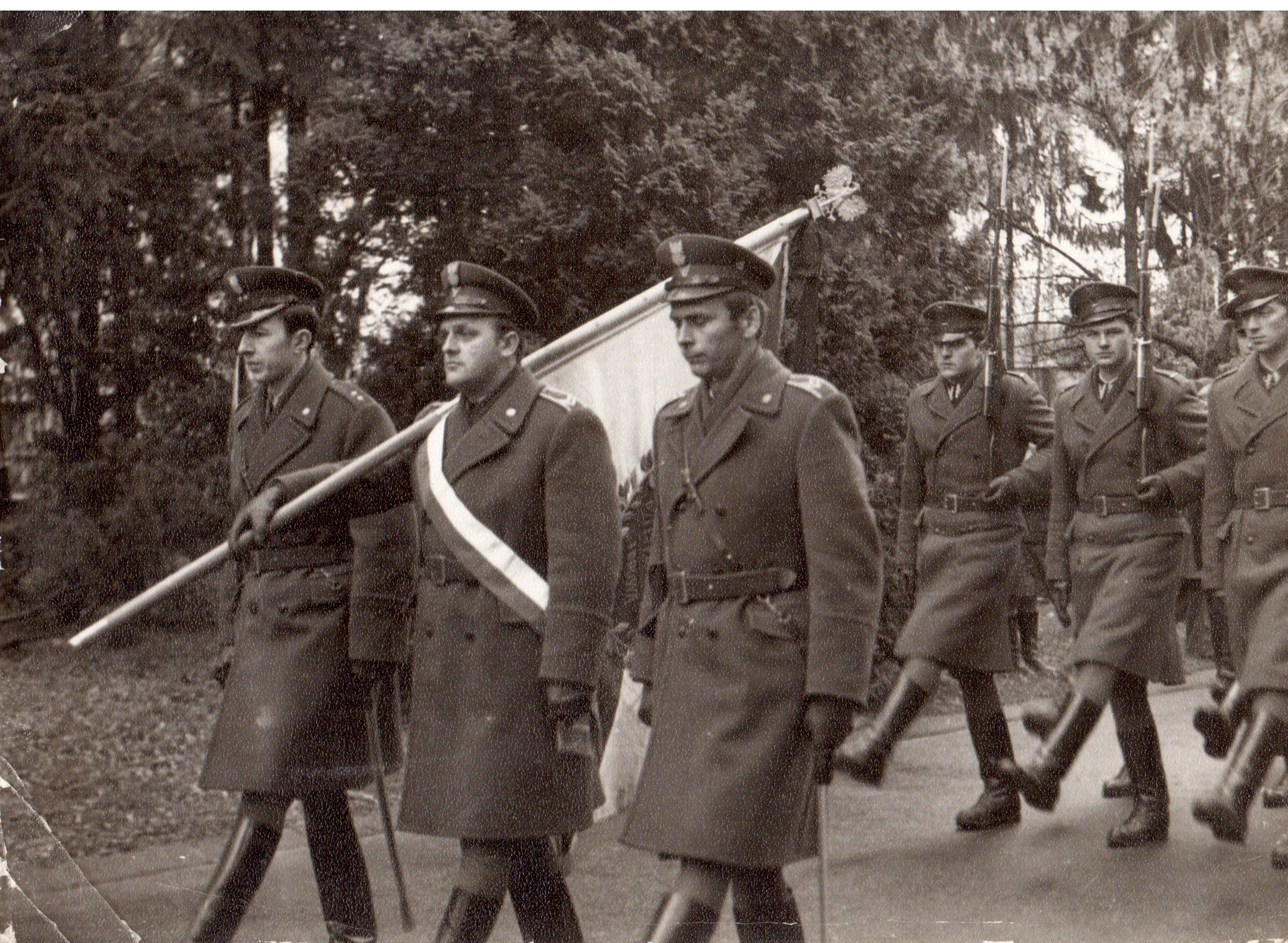
Kompania honorowa z karabinkami SKS, 1975 r.

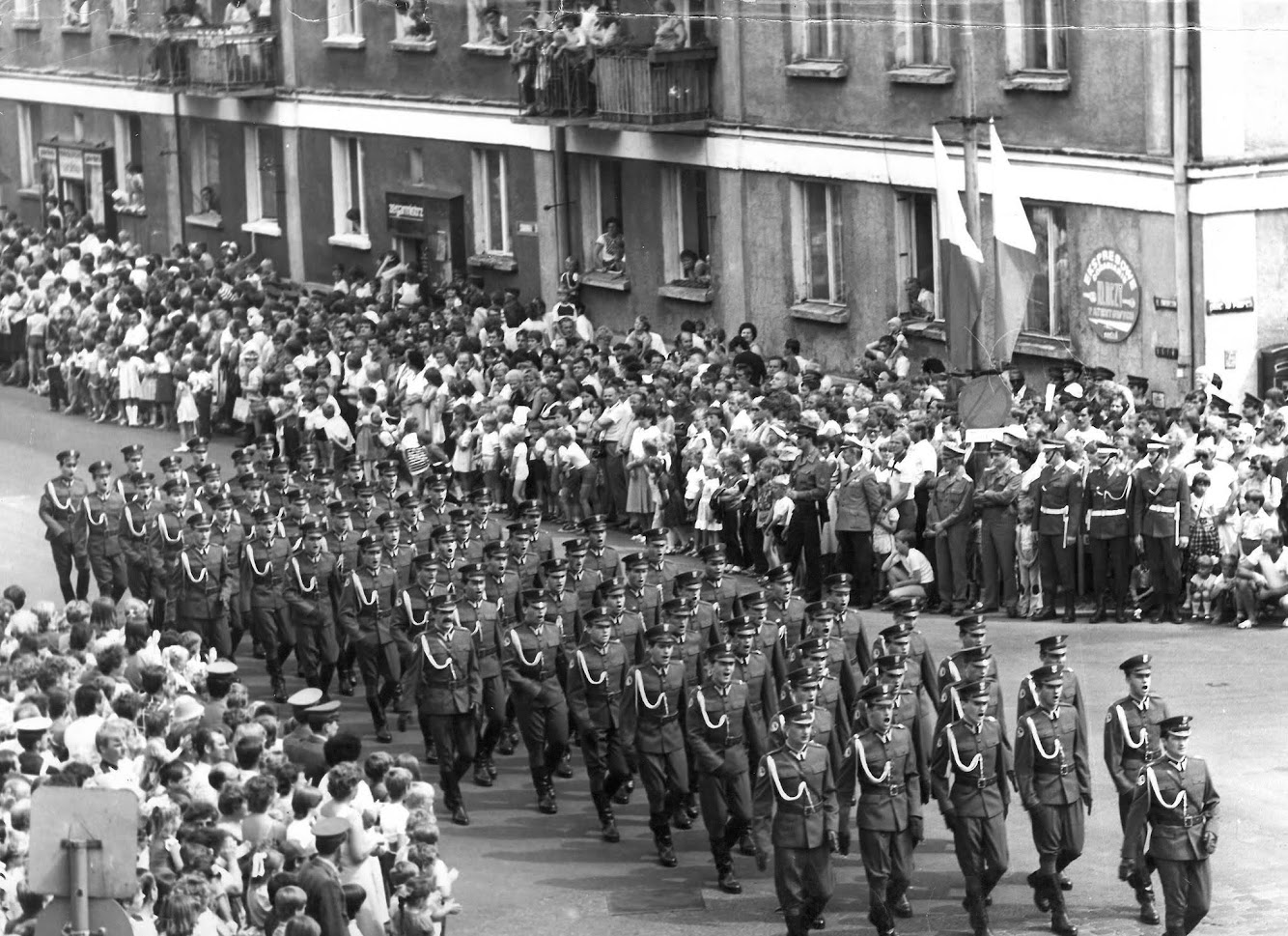
Konkurs piosenki marszowej

Służba reprezentacyjna, realizowana była przez Oficerski Zespół Honorowy i Podoficerski Zespół Honorowy jako warty honorowe np. przy Belwederze i innych obiektach państwowych oraz udziale honorowej eskorty motocyklowej, orkiestry i kompanii reprezentacyjnej w trakcie wizyt przedstawicieli obcych państw i uroczystościach państwowych. Zadania oficerskiej asysty i wart honorowych wykonywali wybrani oficerowie jednostki, po przeszkoleniu z chwytów szablą. Kompanie honorowe były to wybrane kompanie wartownicze, po odbyciu dodatkowych szkoleń w zakresie musztry paradnej z karabinkiem SKS.

## Umundurowanie
Do roku 1993 ze względu na pełniony charakter służby, jednostka posiadała umundurowanie wzorowane na przedwojennej Kompanii Zamkowej.
Szeregowcy i podoficerowie zasadniczej służby wojskowej 1 Warszawskiej Brygady Zmotoryzowanej NJW MSW w czasie pełnienia służby wartowniczej i reprezentacyjnej oraz jako mundur wyjściowy w kolorze khaki nosili:
- kurtki wyjściowe z patkami, zapinane pod szyję,
- spodnie wyjściowe do butów tzw. bryczesy,
- buty czarne długie nazywane „bukaty”,
- pas oficera koloru brązowego,
- sznur służbowy koloru granatowego (kompania honorowa oficerski sznur galowy),
- czapkę okrągłą z granatowym otokiem.

Po 1980 r. umundurowanie takie otrzymali wszyscy żołnierze Nadwiślańskich Jednostek Wojskowych. Oficerowie i podoficerowie zawodowi podczas pełnienia służby reprezentacyjnej, nosili mundur galowy gabardynowy i sznur galowy koloru srebrnego w odróżnieniu od żołnierzy odbywających zasadniczą służbę wojskową.
Mundury polowe

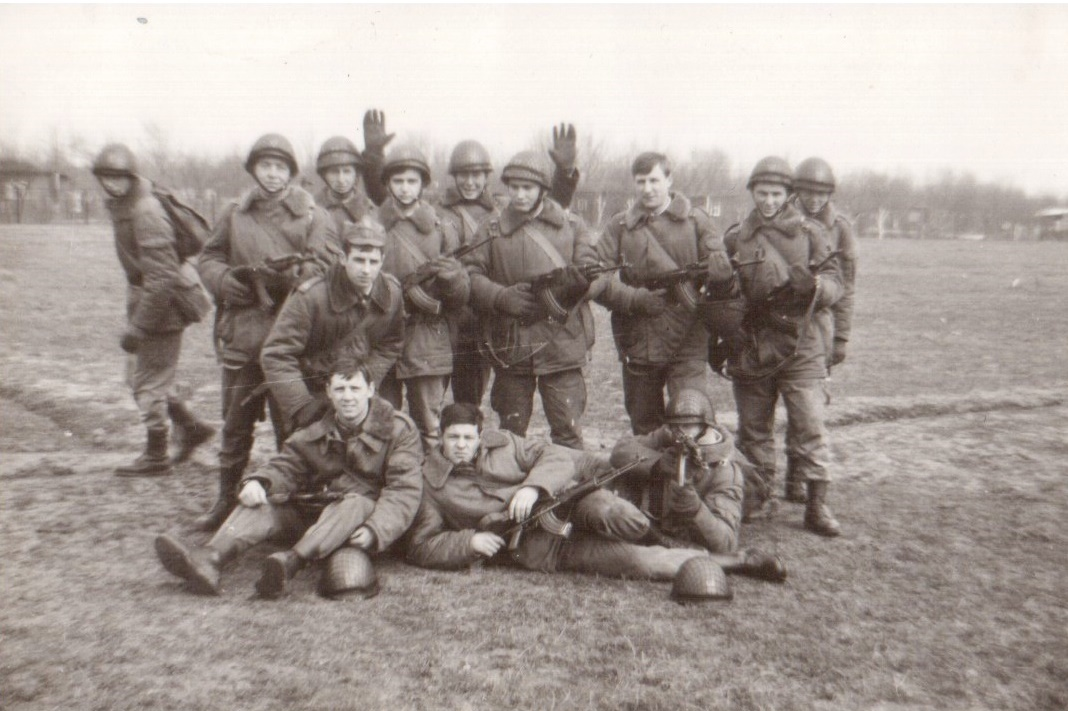
Żołnierze jednostki na poligonie szkoleniowym Warszawa – Siekierki

Żołnierze jednostki jako umundurowanie polowe nosili mundur typu moro, identyczny jak mundur wojsk lądowych MON, kurtki zimowe z kołnierzem brązowym.

## Dowódcy
- płk.dypl./gen. bryg. Jan Siuchniński (1965–1968);
- płk dypl. Józef Koładkiewicz[29];
- płk dypl. Włodzimierz Hajnce[29];
- płk dypl. Stanisław Kulikowski[29];
- płk/gen bryg. Leszek Ulandowski (1993–1994);

## Uzbrojenie
Podstawowym uzbrojeniem żołnierzy batalionów wartowniczych 1 WBZmot był karabinek automatyczny 7,62 mm kbk AKM. Do wykonywania zadań ochronnych na niektórych wartach wartownicy wyposażani byli początkowo w pistolety 7,62 mm TT, pistolety P-64, a później pistolety P-83. Kompanie honorowe wyposażane były w karabinki SKS z bagnetami.